# Rhytidicolidae
Rhytidicolidae zijn een familie van spinnen. De familie telt 2 beschreven geslachten.

## Geslachten
- Fufius Simon, 1888
- Rhytidicolus Simon, 1889